# ابرندورف
ابرندورف (به آلمانی: Eberndorf) یک منطقهٔ مسکونی در اتریش است که در Völkermarkt District واقع شده‌است. ابرندورف ۶٬۰۱۴ نفر جمعیت دارد.
zahra samani